# メクロフェナム酸
メクロフェナム酸(Meclofenamic acid)は、関節や筋肉の痛み、関節炎、月経困難症の治療に用いられる薬剤である。Meclomenの商標名で販売される。非ステロイド性抗炎症薬であり、1980年にアメリカ食品医薬品局に認可された。
この物質は、プロスタグランジンの合成を阻害する。